# Mesosa lata
Mesosa lata là một loài bọ cánh cứng trong họ Cerambycidae.